# Козловская, Галина Ефимовна
Гали́на Ефи́мовна Козло́вская (род. 13 декабря 1954) ― советский и российский историк, специалист по образовательной политике России. Доктор исторических наук, профессор. Директор Самарского филиала Московского городского педагогического университета. Член Самарской Губернской думы VI созыва от партии «Единая Россия».

## Биография
Родилась в 1954 году в Куйбышеве. В 1976 году окончила исторический факультет Куйбышевского государственного педагогического института по специальности «История и обществоведение». Там же начала преподавательскую деятельность и в 1983 году защитила кандидатскую диссертацию. В 1991 году ей было присвоено ученое звание доцента по кафедре политологии.
В 1996 году стала одним из организаторов Самарского филиала Московского городского педагогического университета (СФ МГПУ). С 1997 года и по сей день занимает должность директора филиала. С 1998 года – директор Центра развития образования Отдела образования администрации города Самары.
В 2003 году защитила докторскую диссертацию, которая была присвоена решением аттестационной комиссии ВАК в 2004 году. В 2008 году ей было присвоено ученое звание профессора.
Победитель конкурса «Женщина года 2007».
В 2016 году была избрана депутатом Самарской Губернской думы от партии Единая Россия.
Занимается исследованием образовательной политика России, Самары и Поволжья, а также историей российского образования. Является автором более 55 научных публикаций, в том числе монографий «Российское образовании на рубеже веков», «Народное образование Самары: Хроника событий. 1851―1917 гг.».

## Награды
- нагрудный знак «Почётный работник общего образования Российской Федерации»;
- нагрудный знак «Почётный работник высшего профессионального образования Российской Федерации;
- Золотая медаль имени М. В. Ломоносова;
- медаль «За многолетний безупречный труд на благо города Самары» III степени[1]